# 福岡元啓
福岡 元啓（ふくおか もとひろ、1974年 - ）は、株式会社ジンプク代表取締役CEO。元毎日放送東京支社新規事業開発部副部長

## 来歴・人物
東京都出身。都内の公立・小中高を卒業。高校では剣道部の主将を務めた（2段）。
早稲田大学法学部卒業後の1998年に毎日放送へ補欠で入社。ラジオ局制作部に所属し、ラジオ番組『MBSヤングタウン』のディレクターを4年間務める。森三中の初めてのレギュラー番組や、『オレたちやってま〜す』の木曜も担当した。
2002年に報道局ニュースセンターに異動し、ニュース番組『VOICE』で記者として神戸支局・経済部、大阪府警サブキャップ（1,2,4課）を担当。村上ファンド事件、JR福知山線脱線事故、奈良医師宅放火殺人事件などを取材。
日本百貨店協会が物産展の基準作りをするきっかけとなった「北海道物産展の偽業者を暴く」と、偽募金が詐欺罪に当たるという新たな判例を作るきっかけとなった「追跡　偽募金集団」の調査報道は、共に第42回ギャラクシー賞を受賞した。
2006年に東京支社テレビ制作部へ異動となり、『ランキンの楽園』では番組ディレクターとして猛獣ロケ企画に出演もした。いくつかのテレビ番組のディレクターを経て、2010年秋から『情熱大陸』のプロデューサーを担当。
2017年6月、東京支社新規事業開発部へ異動。2020年3月、同社を退社。
2020年3月、株式会社ジンプクを設立。

### その他
- 2012年 - 青年版国民栄誉賞 人間力大賞審査員
- 2013年 - 中央大学FLPジャーナリズムプログラム特別講演会 ジャーナリズム現場のリアルな体験
- 2014年 - 電通ホール講演 テレビとSNS[18]

### 対談
- 清順（プラントハンター）×福岡元啓（代官山ツタヤ）[19]
- 田原総一朗（ジャーナリスト）×福岡元啓（紀伊国屋新宿本店）[20]
- 石井光太（ノンフィクション作家）×福岡元啓（下北沢B&B）[21]
- 森下一喜（ガンホー社長）×福岡元啓（東洋経済オンライン）[22]
- 岡田准一（V6）×福岡元啓[23]
- 浜田敬子（ＡＥＲＡ編集長）×福岡元啓（ＡＥＲＡ）

## 主な担当番組
過去
- ランキンの楽園（総合演出）
- MBSヤングタウン（ディレクター）
- 久米宏のテレビってヤツは!?（ディレクター）
- クメピポ!絶対あいたい1001人（演出）
- ビートたけしのガチバトル（プロデューサー）
- 水曜エンタ!北野演芸館2〜たけしが本気で選んだ芸人大集結SP〜（プロデューサー）
- 創刊!有吉ジャーナル〜上半期スクープの裏側〜（プロデューサー）
- 歌う!人生ゲキジョー（プロデューサー）
- 青春☆美味しい交換留学 日×仏 食のチャレンジャー（プロデューサー）
- 情熱大陸（プロデューサー）

## 著書
- 情熱の伝え方 （双葉社 2014年3月23日） ISBN 978-4575306330

## 関連文献
- TVstation 2011年17号 「テレビの★＠地上の星」
- 宝島 2014年6月号 『情熱大陸』プロデューサーが明かすテレビで映せなかった「制作舞台裏」 p.130-131